# Sărituri peste obstacole (hipism)
Săriturile peste obstacole (în franceză Saut d'obstacles) sau pur și simplu obstacolele sunt, pe lângă dresaj și proba completă (dresaj, obstacole și cros), una dintre cele trei discipline ecvestre olimpice.
Această probă presupune parcurgerea unei serii de obstacole (de obicei douăsprezece) într-o ordine predeterminată. Competițiile de obstacole se desfășoară conform regulilor asociației sportive naționale, precum Federația Ecvestră Română sau Federația Ecvestră a Republicii Moldova. Competițiile internaționale au loc în conformitate cu regulile Federației Ecvestre Internaționale.

## Istorie

Modul de a sări înainte de Federico Caprilli. Imagini realizate de Eadweard Muybridge în 1887.

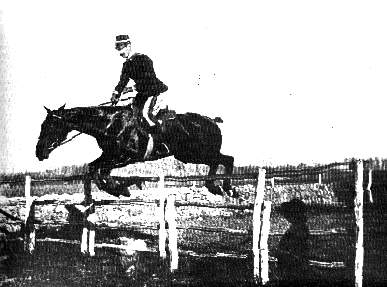
Federico Caprilli în 1903

Săriturile peste obstacole își au originea în vânătoarea călare, care se desfășura în secolul al XIX-lea și în zone cu câmpuri îngrădite. Primele curse cu obstacole nu erau foarte populare, dat fiind faptul că spectatorii nu puteau vedea toată derularea lor. De aceea au început să se organizeze competiții pe terenuri special amenajate, care se numeau "lepping". În 1869 are loc o competiție de "lepping" în cadrul Dublin Horse Show în Irlanda. Către 1900 majoritatea evenimentelor ecvestre din Insulele Britanice includeau și competiții de sărituri peste obstacole.
În 1900 în cadrul Jocurilor Olimpice a avut loc prima competiție Internațională de obstacole, iar începând din 1912 obstacolele au fost incluse în mod definitiv în programul Jocurilor Olimpice. 
Un rol important în dezvoltarea acestei discipline sportive a jucat militarul și sportivul italian Federico Caprilli, care a inventat poziția "în echilibru". Această poziție (corpul aplecat înainte pe scări mai scurte), deși este mai periculoasă pentru călăreț, nu stingherește mișcările calului, permițându-le astfel să realizeze sărituri mai înalte.

## Reguli

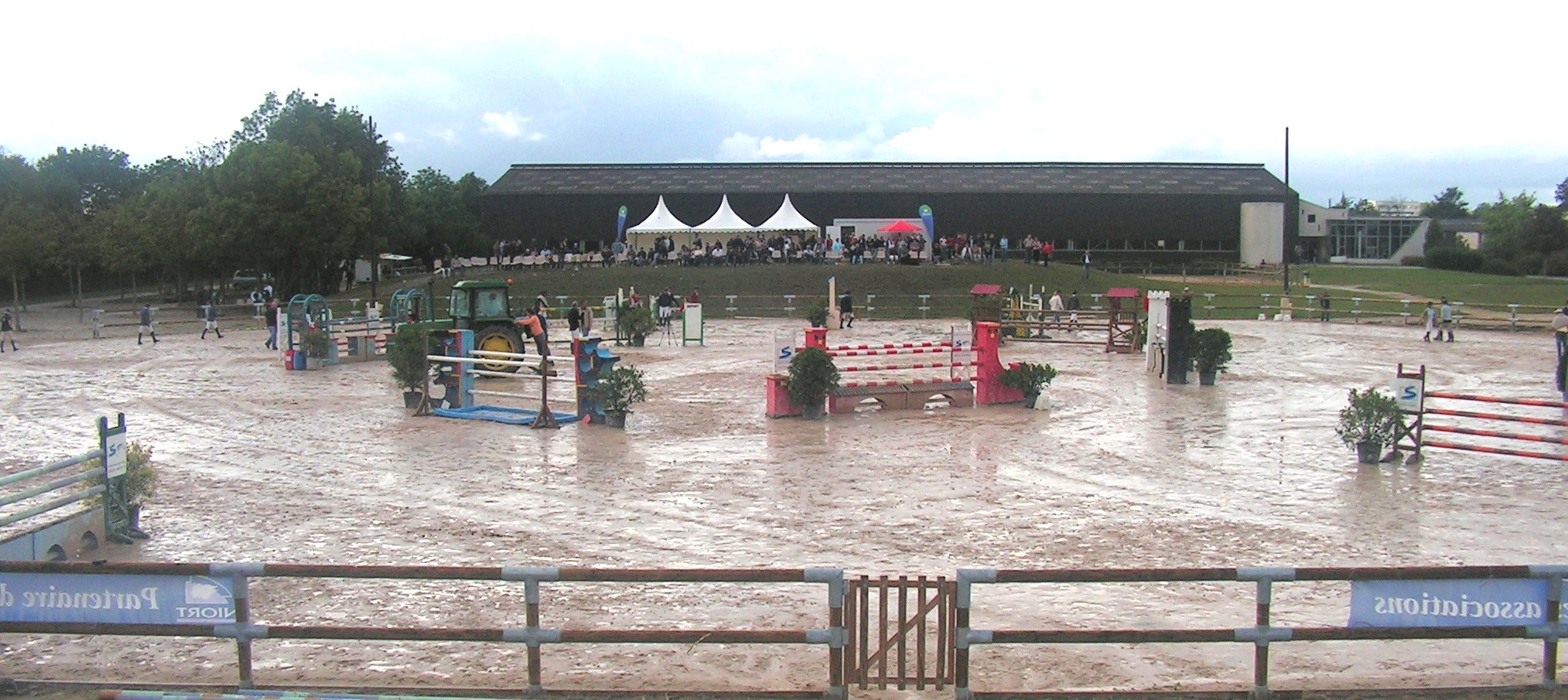
Un parcurs de obstacole

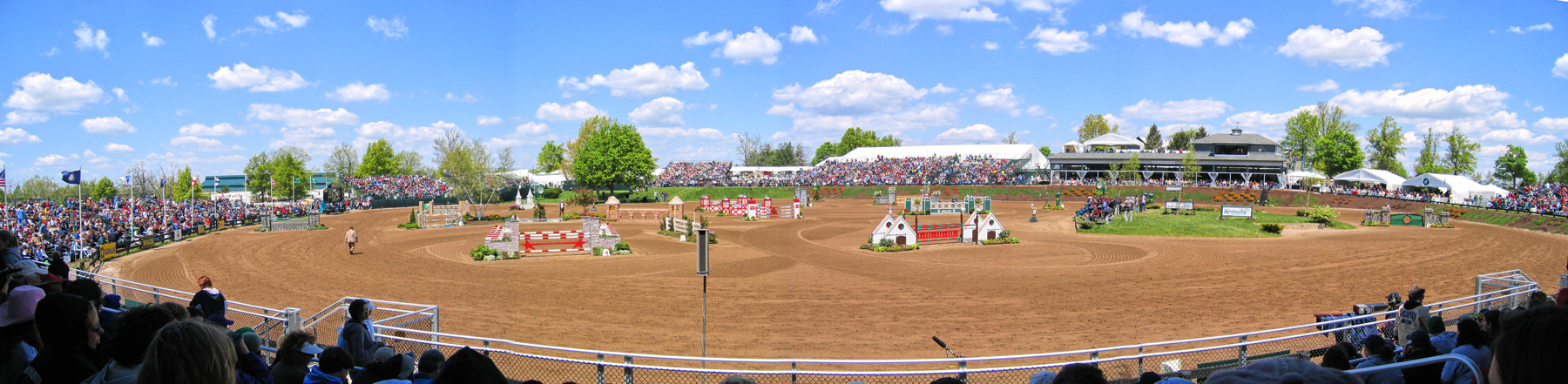
Parcurs de obstacole

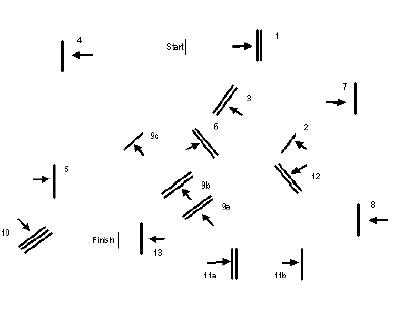
Diagrama unui parcurs

Competițiile de sărituri se țin pe un parcurs de obstacole de înălțime și de lungime, precum și combinații duble și triple ale acestora, un parcurs care presupune de obicei mai multe schimbări de direcție și întoarceri. Cea mai mare parte a obstacolelor reprezintă bare, care pot fi doborâte jos cu ușurință de pe suporturile lor, dacă sunt atinse în cursul săriturii de către cal sau călăreț. 
Scopul întrecerii este să se parcurgă toate obstacolele fără greșeală și fără a se depăși timpul alocat. Pentru o greșeală  fie se dă un anumit număr de puncte de penalizare, fie, în cazul unei greșeli grave, cuplul cal-călăreț este eliminat din competiție. Printre greșelile cele mai relevante se numără: 
- Doborârea unei bare (puncte de penalizare)
- Inobediență (puncte de penalizare sau eliminare în cazul unei inobediențe repetate). Se consideră inobediență:
  - Un refuz (de a sări peste obstacol)
  - O derobare (ocolire a obstacolului)
  - Un cerc (care nu este necesar în cadrul parcursului)
- O greșeală de parcurs, precum francarea obstacolelor în ordine greșită sau în sens greșit, omiterea unui obstacol ș. a. (eliminare)
- O căzătură (eliminare)
- Ajutor interzis (eliminare)
- Depășire a timpului alocat (puncte de penalizare sau eliminare)

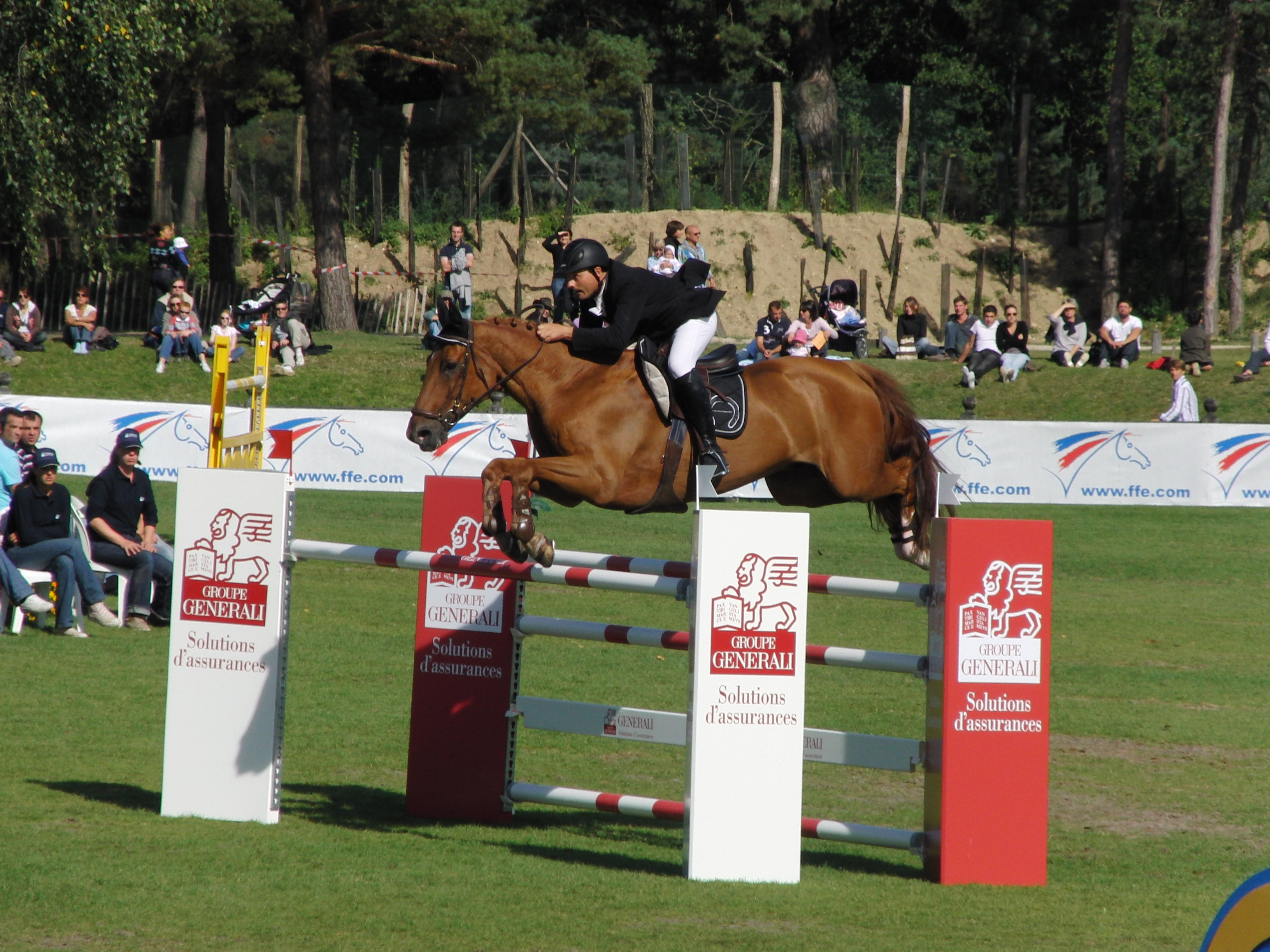
Un cuplu cal-călăreț francând un obstacol numit oxer

În cazul unui punctaj egal de obicei se efectuează un baraj la cronometru pe un parcurs cu obstacole mai puține și mai înalte. 

## Recorduri
Cea mai înaltă săritură (2,47 m) a fost realizată în anul 1949 în Chile de către pursângele Huaso și căpitanul Alberto Larraguibel.
Cea mai lungă săritură (8,40 m) a avut loc în orașul Johannesburg din Africa de Sud în 1975. Acest record îi aparține calului pe nume Something încălecat de sportivul venezuelean Andres Ferreira.